# 황싱궈

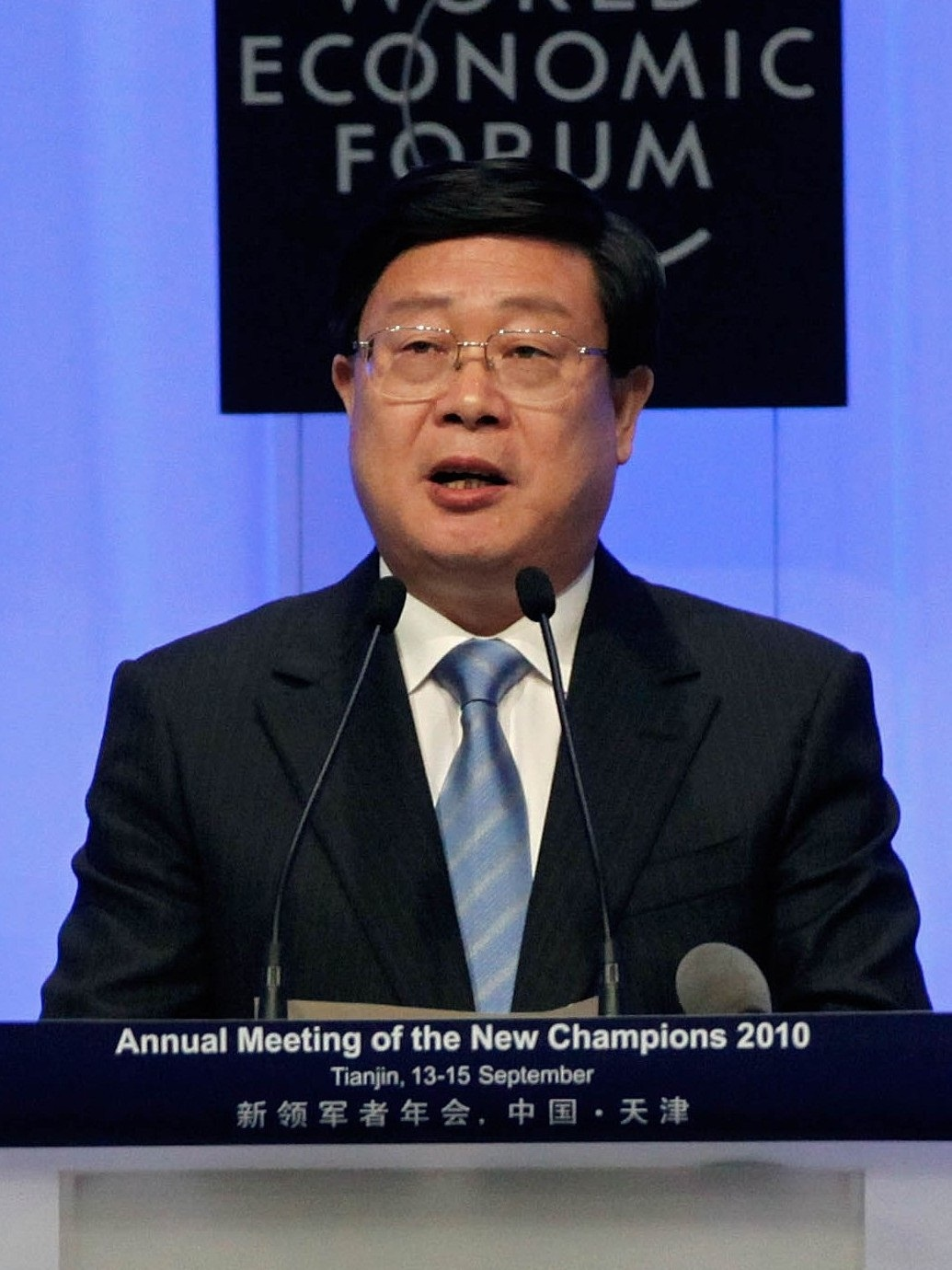

황흥국(중국어 간체자: 黄兴国, 정체자: 黃興國, 1954년 10월 ~ )은 중화인민공화국의 정치인이다. 전 톈진시 시장 겸 중국공산당 시 당위원회 서기이다.

## 생애
저장성 샹산현 출신으로 1973년 중국 공산당에 입당했다. 퉁지 대학 경영대학원에서 경영학 박사 학위를 받았다. 중국 공산당 제16기와 17기 중앙후보위원과 제18기 중앙위원을 지냈으며 중국 공산당 톈진시 시위원회 부서기와 톈진시 인민정부 부시장을 역임했다. 2016년 9월 10일, 중국공산당 중앙기율검사위원회 감찰부가 웹사이트를 통해 황싱궈가 규율 위반에 대한 심각한 혐의를 받고 있으며 현재 조직 조사를 받고 있다고 발표했다. 2017년 1월 4일 당과 공직에서 추방되고 사법 처리를 받았다.